# Parateuthras
Parateuthras is een geslacht van rechtvleugeligen uit de familie sabelsprinkhanen (Tettigoniidae). De wetenschappelijke naam van dit geslacht is voor het eerst geldig gepubliceerd in 1905 door Bolívar.

## Soorten
Het geslacht Parateuthras omvat de volgende soorten:
- Parateuthras thamyris Rentz, 2001
- Parateuthras truncatus Bolívar, 1905